# Grand Îlet
Grand Îlet est un village et un îlet des Hauts de La Réunion situé dans le cirque naturel de Salazie et sur le territoire de la commune du même nom. Situé autour de 1 100 m d'altitude à 21° 01′ 48″ S, 55° 28′ 32″ E, il dispose d'une mairie annexe, d'une école, d'une église classée appelée église Saint-Martin de Grand Îlet et d'une station de compostage. Labellisé Villages Créoles, il est desservi par la route D 52 qui monte depuis le centre-ville de Salazie en passant par Mare à Vieille Place et grimpe ensuite jusqu'au Bélier.

## Géographie
Le village est situé dans le département de La Réunion, en France d'outre-mer. Il s'agit d'une localité rurale paisible située dans le cirque de Salazie, dans le massif du Piton des Neiges (les Salazes), dans le nord de l'île. Village de montagne, Grand-Îlet se trouve à environ 1 100 mètres d'altitude.

## Toponymie
À La Réunion, un îlet désigne un petit plateau isolé par des ravines, ou une petite plate-forme sur le flanc d'une paroi. Le terme sert aussi à désigner un village montagneux difficile d'accès, comme c'est le cas pour Grand-Îlet.

## Histoire

### Record mondial de pluie
Le 26 janvier 1980, alors que le cyclone Hyacinthe déverse des trombes d'eau sur toute l'île, il tombe sur Grand-Îlet 1 140 millimètres de pluie en 12 heures. À l'époque, il s'agit des plus fortes chutes de pluie jamais enregistrées dans ce délai par les stations météo du monde entier. Depuis, de nouveaux records ont été établis, notamment en février 2007, lors du passage du cyclone Gamede. Il tombera d'ailleurs quelque 3 240 millimètres sur trois jours à Grand Îlet du 24 au 27 janvier, engendrant des torrents de boue et glissements de terrain meurtriers.
Pour sa part, la Direction de la Météorologie nationale indique dans son bulletin d'information no 47 d'avril 1980 que les précipitations enregistrées sont des records absolus pour l'île notamment à Grand Îlet où le total des précipitations sur la période du 15 au 28 janvier atteint 5 210 mm. Le rapport signale également que 10 des 25 victimes du cyclone appartenaient à ce village.

## Politique et administration
Commune de Salazie.

## Population et société

### Enseignement
Le village dispose d'une école primaire publique (maternelle et élémentaire). Il n'y a pas de collège. Après le CM2, les jeunes du village vont au collège de Salazie.

## Lieux et monuments
- Église Saint-Martin.